# 大麻生村
大麻生村（おおあそうむら）は埼玉県の北部、大里郡に属していた村。

## 歴史
- 1889年4月1日 - 町村制施行に伴い、大麻生村・広瀬村・小島村・武体村・川原明戸村が合併し、大里郡大麻生村が成立する。
- 1941年4月10日 - 熊谷市に編入して消滅。

## 経済
農業
『大日本篤農家名鑑』によれば大麻生村の篤農家は、「新井健吉、飯田龍、飯田鷲太郎、大島益太郎、深澤榮作、富田新太郎、富田信太郎、来間金三郎、田中亀太郎」などである。

## 出身・ゆかりのある人物
- 新井章治（実業家） - 東京電力会長。